# 海の碧・空の青
「海の碧・空の青」（うみのあお・そらのあお）は、八木ちあきによる日本の漫画作品。
『なかよし』（講談社）にて1996年2月号から同年7月号まで連載された。全6話。単行本は同社の講談社コミックスなかよしより全1巻が刊行された。

## 書誌情報
- 八木ちあき『海の碧・空の青』講談社〈講談社コミックスなかよし〉、1996年10月5日第1刷発行、ISBN 4-06-178845-0[1]